# Internetberoemdheid
Een internetberoemdheid (internetcelebrity) is een individu dat zijn of haar beroemdheid heeft verkregen via het internet.

## Oorsprong
Door de opkomst van internet en 'nieuwe' digitale en interactieve media neemt de celebritycultuur een wending. Niet alleen is het zo dat beroemdheden uit de wereld van film, muziek, televisie, mode en sport deze media gebruiken, ook kunnen mensen die zichzelf op deze media presenteren daar beroemd door worden (binnen die media of soms vervolgens ook daarbuiten).

## Voorbeelden
- De muziekgroep Arctic Monkeys raakte via de website Myspace beroemd, net zoals zangeres Lily Allen.
- Perez Hilton heeft zijn eigen blogs over het privéleven van beroemdheden. Door het succes hiervan kreeg hij een praatprogramma op televisie.
- Smosh bestaat uit een duo dat sinds 2005 komische filmpjes op YouTube plaatst.
- Gamer PewDiePie heeft een YouTubekanaal met veel abonnees.
- Lotte van Eijk raakte bekend in Nederland door haar adviesfilmpjes op Instagram.